# Paula Kaniová
Paula Kaniová, nepřechýleně Paula Kania (* 6. listopadu 1992 Sosnovec) je polská profesionální tenistka. Ve své dosavadní kariéře vyhrála na okruhu WTA Tour jeden turnaj ve čtyřhře, když spolu s běloruskou hráčkou Polinou Pechovovou zvítězily na zářijovém Tashkent Open 2012. V rámci okruhu ITF získala do května 2016 pět titulů ve dvouhře a dvanáct ve čtyřhře.
Na žebříčku WTA byla ve dvouhře nejvýše klasifikována v červnu 2015 na 128. místě a ve čtyřhře pak v témže měsíci na 62. místě.
Na mistrovství Evropy do čtrnácti let získala s polským týmem dvě stříbrné medaile a v kategorii šestnáctiletých byla součástí družstva, které vyhrálo ve Švýcarsku zlatou medaili. Premiérový titul na okruhu ITF si připsala v srpnu 2010 na gliwickém antukovém turnaji s dotací 10 000 dolarů, kde ve finále zdolala krajanku Annu Korzeniakovou.
V polském fedcupovém týmu debutovala v roce 2013 utkáním 1. skupiny zóny Evropy a Afriky proti Rumunsku, v němž prohrála po boku Alicje Rosolské čtyřhru. Polky přesto zvítězily 2:1 na zápasy. Do roku 2017 v soutěži nastoupila ke čtyřem mezistátním utkáním s bilancí 0–3 ve dvouhře a 1–2 ve čtyřhře.

## Soukromý život
Narodila se roku 1992 v polském Sosnovci do rodiny Pawła a Zadzisławy Kaniových. Má sestru Zuzannu. Tenis začala hrát v sedmi letech a do profesionálního tenisu vstoupila v sezóně 2008.

## Finálové účasti na turnajích WTA Tour
| Legenda                           |
| --------------------------------- |
| D – dvouhra; Č – čtyřhra          |
| Grand Slam (0)                    |
| WTA Tour Championships (0)        |
| Premier Mandatory & Premier 5 (0) |
| Premier (0–1 Č)                   |
| International (1–3 Č)             |

### Čtyřhra: 5 (1–4)
| Stav       | Č. | Datum             | Turnaj                  | Povrch    | Spoluhráčka         | Soupeřky ve finále                            | Výsledek          |
| ---------- | -- | ----------------- | ----------------------- | --------- | ------------------- | --------------------------------------------- | ----------------- |
| Vítězka    | 1. | 15. září 2012     | Taškent, Uzbekistán     | tvrdý     | Polina Pechovová    | Anna Čakvetadzeová Vesna Doloncová            | 6–2skreč          |
| Finalistka | 1. | 20. července 2014 | Istanbul, Turecko       | tvrdý     | Oxana Kalašnikovová | Misaki Doiová Elina Svitolinová               | 4–6, 0–6          |
| Finalistka | 2. | 3. srpna 2014     | Stanford, Spojené státy | tvrdý     | Kateřina Siniaková  | Garbiñe Muguruzaová Carla Suárezová Navarrová | 2–6, 6–4, [5–10]  |
| Finalistka | 3. | 31. července 2015 | Florianópolis, Brazílie | antuka    | María Irigoyenová   | Annika Becková Laura Siegemundová             | 3–6, 6–7(1–7)     |
| Finalistka | 4. | 20. září 2015     | Quebec, Kanada          | tvrdý (h) | María Irigoyenová   | Barbora Krejčíková An-Sophie Mestachová       | 6–4, 3–6, [10–12] |
| Finalistka | 5. | 29. dubna 2016    | Praha, Česko            | antuka    | María Irigoyenová   | Margarita Gasparjanová Andrea Hlaváčková      | 4–6, 2–6          |

## Finále na okruhu ITF
| 100 000 $ tournaments |
| 75 000 $ tournaments  |
| 50 000 $ tournaments  |
| 25 000 $ tournaments  |
| 15 000 $ tournaments  |
| 10 000 $ tournaments  |

### Dvouhra: 8 (5–3)
| Stav       | Č. | Datum             | Turnaj                     | Povrch  | Soupeřka ve finále   | Výsledek         |
| ---------- | -- | ----------------- | -------------------------- | ------- | -------------------- | ---------------- |
| Vítězka    | 1. | 30. srpna 2010    | Gliwice, Polsko            | antuka  | Anna Korzeniaková    | 7–6(2), 3–6, 7–5 |
| Finalistka | 2. | 14. března 2011   | Amiens, Francie            | antuka  | Nastassja Burnettová | 6–2, 1–6, 4–6    |
| Vítězka    | 3. | 18. července 2011 | Horb am Neckar, Německo    | antuka  | Carina Witthöftová   | 4–6, 6–4, 7–5    |
| Finalistka | 4. | 7. listopadu 2011 | Opolí, Polsko              | koberec | Ana Vrljićová        | 3–6, 6–2, 6–7(4) |
| Finalistka | 5. | 8. července 2012  | Toruň, Polsko              | antuka  | Danka Kovinićová     | 3–6, 6–4, 3–6    |
| Vítězka    | 6. | 7. července 2013  | Toruň, Polsko              | antuka  | Katarzyna Piterová   | 6–4, 6–4         |
| Vítězka    | 7. | 2. listopadu 2013 | Tchaj-pej, Tchaj-wan       | antuka  | Zarina Dijasová      | 6–1, 6–3         |
| Vítězka    | 8. | 10. srpna 2014    | Landisville, Spojené státy | tvrdý   | Ons Džabúrová        | 5–7, 6–3, 6–4    |

### Čtyřhra: 23 (12–11)
| Stav       | Č.  | Datum              | Turnaj                           | Povrch    | Spoluhráčka           | Soupeřky ve finále                                   | Výsledek            |
| ---------- | --- | ------------------ | -------------------------------- | --------- | --------------------- | ---------------------------------------------------- | ------------------- |
| Vítězka    | 1.  | 12. července 2010  | Piešťany, Slovensko              | antuka    | Weronika Domagałová   | Gabriela Horáčková Petra Krejsová                    | 6–1, 6–1            |
| Finalistka | 2.  | 27. září 2010      | Tbilisi, Gruzie                  | antuka    | Zsófia Susányiová     | Tatia Mikadzeová Sofia Šapatavová                    | 3–6, 2–6            |
| Finalistka | 3.  | 8. listopadu 2010  | Minsk, Bělorusko                 | tvrdý     | Katarzyna Piterová    | Jelena Bovinová J. Byčkovová                         | 4–6, 0–6            |
| Finalistka | 4.  | 15. listopadu 2010 | Opolí, Polsko                    | koberec   | Magda Linetteová      | O. Kalašnikovová Polina Pechovová                    | 3–6, 4–6            |
| Finalistka | 5.  | 24. ledna 2011     | Kaarst, Německo                  | koberec   | Marina Melnikovová    | Nikola Fraňková Tereza Hladíková                     | 6–3, 6–7(1), [8–10] |
| Vítězka    | 6.  | 14. března 2011    | Amiens, Francie                  | antuka    | Barbara Sobaszkiewicz | Iveta Gerlová L. Kriegsmannová                       | 3–6, 6–4, [10–6]    |
| Vítězka    | 7.  | 18. července 2011  | Horb am Neckar, Německo          | antuka    | Katarzyna Kawová      | Vaszilisza Bulgakovová Christina Shakovetsová        | 1–6, 6–3, [10–2]    |
| Finalistka | 8.  | 15. srpna 2011     | Piešťany, Slovensko              | antuka    | Martina Kubičíková    | Simona Dobrá Lucie Kriegsmannová                     | 4–6, 2–6            |
| Finalistka | 9.  | 7. listopadu 2011  | Opolí, Polsko                    | koberec   | Magda Linetteová      | Naomi Broadyová Kristina Mladenovicová               | 6–7(5), 4–6         |
| Vítězka    | 10. | 16. ledna 2012     | Stuttgart, Německo               | tvrdý     | Xenija Lykinová       | Ljudmyla Kičenoková Nadija Kičenoková                | 6–4, 6–3            |
| Vítězka    | 11. | 5. března 2012     | Fort Walton Beach, Spojené státy | tvrdý     | Madison Brengleová    | Jelena Bovinová Alizé Limová                         | 6–3, 6–4            |
| Finalistka | 12. | 16. dubna 2012     | Namangan, Uzbekistán             | tvrdý     | Naomi Broadyová       | O. Kalašnikovová Marta Sirotkinová                   | 6–2, 7–5            |
| Vítězka    | 13. | 30. dubna 2012     | Moskva, Rusko                    | tvrdý     | Polina Pechovová      | T. Kotelnikovová Lydia Morozovová                    | 6–4, 3–6, [10–7]    |
| Finalistka | 14. | 11. června 2012    | Craiova, Rumunsko                | antuka    | Irina Chromačovová    | Renata Voráčová Lenka Wienerová                      | 2–6, 6–3, [10–6]    |
| Vítězka    | 15. | 15. října 2012     | Sevilla, Španělsko               | antuka    | Katarzyna Piterová    | A. Najdenovová Teliana Pereirová                     | 5–7, 6–4, [10–6]    |
| Finalistka | 16. | 29. dubna 2013     | Civitavecchia, Itálie            | antuka    | Magda Linetteová      | Stephanie Vogtová Renata Voráčová                    | 3–6, 4–6            |
| Vítězka    | 17. | 27. května 2013    | Maribor, Slovinsko               | antuka    | Magda Linetteová      | Mailen Aurouxová María Irigoyenová                   | 6–3, 6–0            |
| Vítězka    | 18. | 10. června 2013    | Padova, Itálie                   | antuka    | Irina Chromačovová    | Cristina Dinuová Maša Zecová Peškiričová             | 6–3, 6–1            |
| Finalistka | 19. | 24. června 2013    | Zlín, Česko                      | antuka    | Katarzyna Piterová    | Martina Borecká Tereza Smitková                      | 1–6, 7–5, [8–10]    |
| Vítězka    | 20. | 6. července 2013   | Toruň, Polsko                    | antuka    | Magda Linetteová      | Julia Bejgelzimerová Elena Bogdanová                 | 6–2, 4–6, [10–5]    |
| Vítězka    | 21. | 25. října 2013     | Casablanca, Maroko               | antuka    | Valerija Solovjovová  | Cecilia Costová Melgarová Anastasia Grymalská        | 7–6(7–3), 6–4       |
| Vítězka    | 22. | 4. května 2015     | Tunis, Tunisko                   | antuka    | María Irigoyenová     | Julie Coinová Stephanie Foretzová                    | 6-1, 6–3            |
| Finalistka | 23. | 18. prosince 2015  | Ankara, Turecko                  | tvrdý (h) | Lesley Kerkhoveová    | Marina Melnikovová María José Martínezová Sánchezová | 4–6, 7–5, [8–10]    |